# Catharinea spinosa
Catharinea spinosa là một loài rêu trong họ Polytrichaceae. Loài này được Warnst. mô tả khoa học đầu tiên năm 1906.
Danh pháp khoa học của loài này chưa được làm sáng tỏ. 